# Jumanji: Aventură în junglă
Jumanji: Aventură în junglă (titlu original: Jumanji: Welcome to the Jungle) este un film american de acțiune, aventură și comedie din 2017 regizat de Jake Kasdan.. Rolurile principale au fost interpretate de actorii Karen Gillan, Dwayne Johnson, Kevin Hart, Jack Black, Nick Jonas, Laurie Calvert. Scenariul este scris de Chris McKenna pe baza unei cărți pentru copii din 1981 de Chris Van Allsburg.
Este al doilea film din franciza Jumanji bazat pe cartea lui Allsburg și servește ca sequel al filmului Jumanji din 1995. Filmul din 2017 este un omagiu adus actorului principal Robin Williams din filmul original.

## Prezentare
În 1996, în Brantford, New Hampshire, adolescentul Alex Vreeke primește jocul de masă Jumanji, găsit de tatăl său pe o plajă. Când Alex îl refuză, jocul se transformă magic într-un cartuș ROM de jocuri video. Când începe să-l joace, Alex este teleportat în joc.
Douăzeci de ani mai târziu, în 2016, patru elevi din liceul Brantford se află în detenție împreună: Spencer Gilpin, care a fost prins scriind eseuri pentru fostul său prieten, Anthony "Fridge" Johnson (care este de asemenea în detenție pentru plagiat), în timp ce Bethany Walker și Martha Kaply, ambele pentru că au arătat lipsă de respect pentru profesorii lor în timpul orelor de curs. Bethany a vorbit la telefon în timpul orelor  și a refuzat să încheie conversația la cererea profesoarei de engleză, iar Martha a refuzat să facă o oră de educație fizică pentru că a considerat-o inutilă. Ei au fost ridiculizați pentru acțiunile lor și sunt puși de directorul școlii să facă curat la subsol.   În acest timp, cei patru găsesc Jumanji, un joc video de acțiune și de aventură multiplayer. Unul dintre personajele care pot fi jucate (avatare pentru joc video) este inaccesibil. Când Spencer apasă butonul Start, cei patru sunt teleportați în joc.
Cei patru ajung într-o junglă, fiecare având corpul avatarelor lor de joc. Spencer este un explorator dur, musculos numit Dr. Smolder Bravestone, Fridge este un  zoolog scund numit Franklin "Mouse" Finbar (pe care l-a ales interpretând greșit numele ca "Moose"), Martha este un expert în comando și în artele marțiale numit Ruby Roundhouse și Bethany este un cartograf masculin supraponderal, numit profesorul Sheldon "Shelly" Oberon. În curând, își dau seama că se află într-un joc video și fiecare are doar trei vieți. Dacă vor pierde toate cele trei vieți, vor muri cu adevărat. Fiecare dintre avatare are și abilități dar și puncte slabe.
Aceștia se întâlnesc cu Nigel, un ghid NPC, de la care află că marele vânător al jocului, Russel Van Pelt, dorește să obțină o bijuterie, "Ochiul lui Jaguar", care îi permite să manipuleze animalele din Jumanji. Pentru a scăpa din joc, jucătorii trebuie să pună "Ochiul lui Jaguar" într-o statuie enormă în formă de jaguar și să strige "Jumanji". De-a lungul drumului, grupul începe să-și piardă vieți prin diferite mijloace atunci când completează nivelele jocului. Grupul începe să lucreze împreună pentru a obține un indiciu de la un șarpe, dar este înconjurat de oamenii lui Van Pelt. Ei sunt salvați de Alex, al cincilea jucător, al cărui avatar este un pilot denumit Jefferson "Seaplane" McDonough. Acesta trăiește într-un copac construit de fostul jucător Alan Parrish (protagonistul filmului original Jumanji), Alex află că se află în joc de douăzeci de ani, dar noii-veniți îi promit să-l ajute să se întoarcă acasă. Ei fac rost de un elicopter și zboară să caute statuia jaguarului pentru a returna bijuteria. La aterizare Alex își pierde ultima viață după ce un țânțar îl mușcă, dar Bethany efectuează un CPR la timp și transferă una din viețile sale lui Alex, salvându-l de la moarte.
Ajungând la statuie, jucătorii se confruntă cu forțele lui Van Pelt și cu animalele sale de pradă. Folosind resursele și munca în echipă, jucătorii distrag atenția răufăcătorilor în timp ce Spencer pune înapoi bijuteria pe statuie și strigă numele jocului. Jocul se termină, transformându-l pe Van Pelt în mai mulți șobolani, iar jucătorii cu ajutorul lui Nigel revin cum au fost în lumea reală, dar descoperă că Alex nu a venit înapoi odată cu ei. În drum spre casă, ei descoperă că gospodăria din Vreeke - care înainte era neglijată de tatăl lui Alex, "Bătrânul" Vreeke - a fost restaurată. Apare Alex ca adult; el s-a întors în 1996, iar istoria a fost schimbată. El este căsătorit acum și  pe fiica sa cea mai mare a numit-o după Bethany drept recunoștință pentru că i-a salvat viața.
Spencer și Fridge se împacă, Bethany devine o persoană mai bună și face planuri de a merge înapoi pentru o altă întâlnire aventuroasă, Martha începe să se întâlnească cu Spencer, iar adolescenții sunt acum prieteni după experiențele lor în joc. Cei patru aud zgomotele de tobă produse de jocul Jumanji, dar ei duc jocul în spatele școlii și-l distrug cu o minge de bowling pentru a împiedica pe oricine să joace din nou.

## Distribuție
| Actor            | Personaj                   |                      |
| ---------------- | -------------------------- | -------------------- |
| Dwayne Johnson   | Dr. Smolder Bravestone     | Avatarul lui Spencer |
| Jack Black       | Professor Shelly Oberon    | Avatarul lui Bethany |
| Kevin Hart       | Franklin Finbar            | Avatarul lui Fridge  |
| Karen Gillan     | Ruby Roundhouse            | Avatarul lui Martha  |
| Nick Jonas       | Pilotul Seaplane McDonough | Avatarul lui Alex    |
| Bobby Cannavale  | Alex Vreeke                |                      |
| Alex Wolff       | Spencer Gilpin             |                      |
| Madison Iseman   | Bethany Walker             |                      |
| Morgan Turner    | Martha Kaply               |                      |
| Ser'Darius Blain | Anthony "Fridge" Johnson   |                      |

## Producție

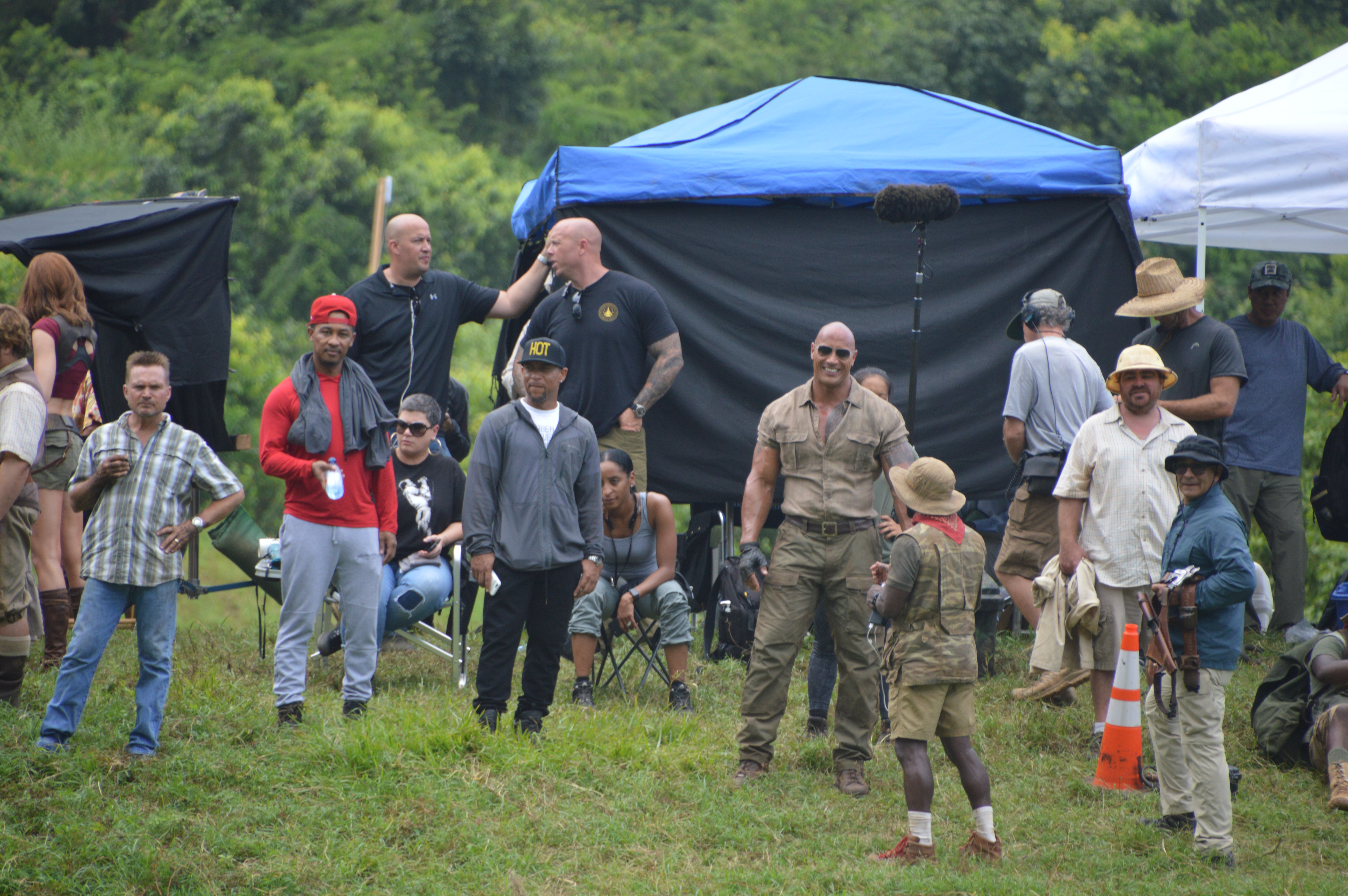
Dwayne Johnson și Kevin Hart la filmările pentru "Jumanji: Bine ați venit în junglă" la Koaloa Ranch în Hawaii.

Filmările au început la 19 septembrie 2016 în Honolulu, Hawaii și s-au încheiat la 8 decembrie 2016 în Atlanta, Georgia.. Cheltuielile de producție s-au ridicat la 90-110 milioane $.

## Lansare și primire
A avut încasări de 666,2 milioane $.